# Infanterie-Regiment „Freiherr von Sparr“ (3. Westfälisches) Nr. 16
Das Infanterie-Regiment „Freiherr von Sparr“ (3. Westfälisches) Nr. 16 war ein Infanterieverband der Preußischen Armee.

## Geschichte
Der Verband wurde am 1. Juli 1813 (Stiftungstag) als 4. Reserve-Regiment aus den Musketier-Reserve-Bataillonen des 3. Ostpreußischen Infanterie-Regiments gebildet.
Während der Schlacht bei Großbeeren hatten seinerzeit aufgrund anhaltend schwerer Regenfälle die Gewehre der Soldaten versagt. So waren sie im Nahkampf gezwungen den Gewehrkolben einsetzten. Hierbei riefen sie „HACKE TAU …“ (Schlag zu) „… es geit fort Vaterland“. Als Folge dessen erhielten die Angehörigen des Regiments den Beinamen: Hacketäuer.
Es formierte sich zu drei Bataillonen mit einer Stärke von je 800 Mann. Nach der Teilnahme an den Befreiungskriegen führte es vom 25. März 1815 den Namen 16. Infanterie-Regiment und zusätzlich vom 5. November 1816 bis 9. März 1823 die landsmannschaftliche Bezeichnung 3. Westfälisches. Im Zuge der Heereserweiterung wurde der Verband am 4. Juli 1860 in 3. Westfälisches Infanterie-Regiment (Nr. 16) umbenannt. Die Klammer entfiel ab dem 7. Mai 1861. Eine letzte Veränderung trat am 27. Januar 1889 ein, als Kaiser Wilhelm II. das Regiment nach dem kurbrandenburgischen Feldmarschall Otto Christoph von Sparr benannte. Bis zur Auflösung 1919 führte der Verband daher den Namen Infanterie-Regiment „Freiherr von Sparr“ (3. Westfälisches) Nr. 16.

### Befreiungskriege
- Schlacht bei Großbeeren
- Schlacht bei Dennewitz
- Schlacht bei Wartenburg
- Einschließung von Wittenberg
- Völkerschlacht bei Leipzig
- Arnheim
- Belagerung von Soissons
- Schlacht bei Laon

### Deutscher Krieg
Im Krieg gegen Österreich nahm das Regiment 1866 an den Schlachten bei Münchengrätz und Königgrätz teil. Insgesamt hatte es Verluste von fünf Offizieren sowie 141 Unteroffizieren und Mannschaften zu beklagen.

### Deutsch-Französischer Krieg
- Schlacht bei Mars-la-Tour
- Schlacht bei Gravelotte
- Belagerung von Metz
- Schlacht bei Beaune-la-Rolande
- Schlacht von Orléans
- Schlacht bei Beaugency

Dem Führer des Regiments, Oberstleutnant Ferdinand Sannow wurde für sein Wirken in Schlacht bei Beaune-la-Rolande der Orden Pour le Mérite verliehen.
Während der Schlacht bei Mars-la-Tour gelang den französischen Truppen mit der Erbeutung der Fahne des 2. Bataillons des Regimentes die erste Eroberung einer preußischen Fahne im Deutsch-Französischen Krieg überhaupt. Die Fahne wurde durch die Franzosen später im Invalidendom in Paris aufbewahrt und durch deutsche Truppen erst nach der Einnahme von Paris im Zweiten Weltkrieg zurückerobert.

### Erster Weltkrieg
Am 2. August 1914 wurde das Regiment gemäß dem Mobilmachungsplan mobilisiert. Neben dem ins Feld rückende Regiment stellte es ein Ersatzbataillon zu vier Kompanien sowie zwei Rekruten-Depots auf. Am 1. September 1918 erhielt das Regiment eine MW-Kompanie, die aus Teilen der Minenwerfer-Kompanie Nr. 14 gebildet wurde.

### Verbleib
Nach Kriegsende wurde das Regiment ab dem 12. Dezember 1918 in Coesfeld über die Abwicklungsstelle in Paderborn demobilisiert. Aus Teilen bildete sich im März 1919 das Freikorps „Hacketau“ und der ehemalige Stab wurde zum Stab des Freiwilligen-Regiments Abercron. Mit der Bildung der Vorläufigen Reichswehr ging das Freikorps „Haketau“ im I. Bataillon des Reichswehr-Infanterie-Regiments 14 auf.
Die Tradition übernahm in der Reichswehr durch Erlass des Chefs der Heeresleitung General der Infanterie Hans von Seeckt vom 24. August 1921 die in Münster stationierte 7. Kompanie des 18. Infanterie-Regiments.
Das Panzerbataillon 203 der Bundeswehr führt die Tradition des Infanterie-Regiment „Freiherr von Sparr“ (3. Westfälisches) Nr. 16 weiter. Im Wappen des Bataillons ist das Familienwappen der Familie von Sparr abgebildet und der offizielle Schlachtruf ist „Hacke Tau“.

## Regimentschef
| Dienstgrad                  | Name                      | Datum                                  |
| --------------------------- | ------------------------- | -------------------------------------- |
| General der Infanterie      | Ludwig von Hessen-Homburg | 25. September 1823 bis 19. Januar 1839 |
| K.k. General der Kavallerie | Johann von Österreich     | 12. September 1842 bis 11. Mai 1859    |
| General der Infanterie      | Alexander von Preußen     | 18. Oktober 1861 bis 4. Januar 1895    |
| General der Infanterie      | Richard von Seeckt        | 16. April 1901 bis 15. März 1909       |
| Generalfeldmarschall        | Max von Bock und Polach   | 16. Juni 1913 bis 4. März 1915         |
| Generaloberst               | Karl von Einem            | 09. Oktober 1918 bis 1919              |

## Kommandeure
| Dienstgrad                  | Name                       | Datum                                                                       |
| --------------------------- | -------------------------- | --------------------------------------------------------------------------- |
| Major/Oberstleutnant/Oberst | Karl von Uttenhoven        | 01. Juli 1813 bis 8. April 1817                                             |
| Oberstleutnant/Oberst       | Ludwig von Sanitz          | 09. April 1817 bis 17. Juni 1825                                            |
| Oberst                      | Adolf Friedrich von Besser | 18. Juni 1825 bis 13. November 1826 (mit der Führung beauftragt)            |
| Oberst                      | Adolf Friedrich von Besser | 14. November 1826 bis 19. März 1834                                         |
| Oberst                      | Ewald von Busse            | 30. März 1834 bis 29. März 1835 (mit der Führung beauftragt)                |
| Oberst                      | Ewald von Busse            | 30. März 1835 bis 15. März 1839                                             |
| Oberstleutnant              | August von Bockum          | 30. März 1839 bis 27. Januar 1840 (mit der Führung beauftragt)              |
| Oberstleutnant/Oberst       | August von Bockum          | 28. Januar 1840 bis 9. August 1845                                          |
| Oberstleutnant/Oberst       | Karl von Harder            | 01. September 1845 bis 4. Oktober 1846 (mit der Führung beauftragt)         |
| Oberst                      | Karl von Harder            | 05. Oktober 1846 bis 12. Februar 1849                                       |
| Major/Oberstleutnant        | August Scheppe             | 17. Februar 1849 bis 9. Oktober 1850                                        |
| Oberstleutnant/Oberst       | Karl Wilhelm Effnert       | 10. Oktober 1850 bis 7. März 1855                                           |
| Oberstleutnant/Oberst       | Karl von Borcke            | 10. Mai 1855 bis 11. März 1857                                              |
| Oberst                      | Gustav von Manstein        | 12. März 1857 bis 21. November 1858                                         |
| Oberstleutnant              | Heinrich Karl Schumann     | 22. November 1858 bis 30. Mai 1859 (mit der Führung beauftragt)             |
| Oberst                      | Heinrich Karl Schumann     | 31. Mai 1859 bis 12. Mai 1861                                               |
| Oberstleutnant/Oberst       | Karl von Hanstein          | 22. Juni 1861 bis 10. Februar 1865                                          |
| Oberstleutnant              | Theodor Karl Schwartz      | 18. April bis 15. Juni 1865 (mit der Führung beauftragt)                    |
| Oberstleutnant/Oberst       | Theodor Karl Schwartz      | 16. Juni 1865 bis 8. Mai 1868                                               |
| Oberst                      | Hans von Brixen            | 14. Mai 1868 bis 16. August 1870                                            |
| Oberstleutnant              | Ferdinand Sannow           | 16. August 1870 bis 15. März 1872 (Führer)                                  |
| Oberst                      | Friedrich Hahn von Dorsche | 23. August 1870 bis 19. März 1871 (für die Dauer des mobilen Verhältnisses) |
| Oberstleutnant/Oberst       | Ferdinand von Sannow       | 16. März 1872 bis 12. März 1875                                             |
| Oberstleutnant              | Hans von Passow            | 16. März bis 18. Juni 1875 (mit der Führung beauftragt)                     |
| Oberstleutnant/Oberst       | Hans von Passow            | 19. Juni 1875 bis 3. Juni 1881                                              |
| Oberst                      | Eberhard von Mantey        | 04. Juni 1881 bis 10. März 1886                                             |
| Oberst                      | August Menner              | 11. März 1886 bis 12. Dezember 1888                                         |
| Oberst                      | Karl Georg von Schmidt     | 13. Dezember 1888 bis 19. Oktober 1891                                      |
| Oberst                      | Ernst von Bernuth          | 20. Oktober 1891 bis 21. März 1895                                          |
| Oberst                      | Heinrich Caspari           | 22. März 1895 bis 17. August 1897                                           |
| Oberst                      | Paul Stern                 | 18. August 1897 bis 17. Mai 1901                                            |
| Oberst                      | August von Gabain          | 18. Mai 1901 bis 17. Juli 1902                                              |
| Oberst                      | Karl von Horn              | 18. Juli 1902 bis 26. Januar 1907                                           |
| Oberst                      | Arthur von Saucken         | 27. Januar 1907 bis 21. Februar 1911                                        |
| Oberst                      | Fritz von Versen           | 22. Februar 1911 bis 26. Januar 1914                                        |
| Oberst                      | Karl Eberhard Bober        | 27. Januar bis 16. November 1914                                            |
| Oberstleutnant              | Friedrich von Hassel       | 17. November 1914 bis 10. März 1915                                         |
| Oberstleutnant              | Anton von L’Estocq         | 20. März 1915 bis 6. August 1916                                            |
| Oberstleutnant              | Ernst von Weltzien         | 07. August 1916 bis 23. Oktober 1917                                        |
| Major                       | Albert von Coburg          | 01. bis 18. November 1917                                                   |
| Oberstleutnant/Oberst       | Hugo von Abercron          | 19. November 1917 bis 10. Januar 1919                                       |

## Sonstiges
Umgangssprachlich wurde es „Regiment Hacke Tau“ genannt. Durch anhaltende Regenfälle während der Schlacht bei Großbeeren 1813 versagten die Gewehre der Soldaten, sodass sie im Nahkampf den Gewehrkolben einsetzten und dabei „Hacke tau…“ (Schlag zu) „…es geit fort Vaterland“ riefen. Als Folge erhielten die Angehörigen des Infanterie-Regiments den Beinamen Hacketäuer. Zahlreiche Straßen und Siedlungen in Nordrhein-Westfalen tragen in Erinnerung an dieses Infanterieregiment den Namen „Hacketäuer“. Auch bildeten sich im Rheinland und Westfalen zahlreiche „Hacketäuer-Vereine“, die zum 1. Oktober 1912 insgesamt 3421 Mitglieder umfasste.